# آفة لمفية ظهارية

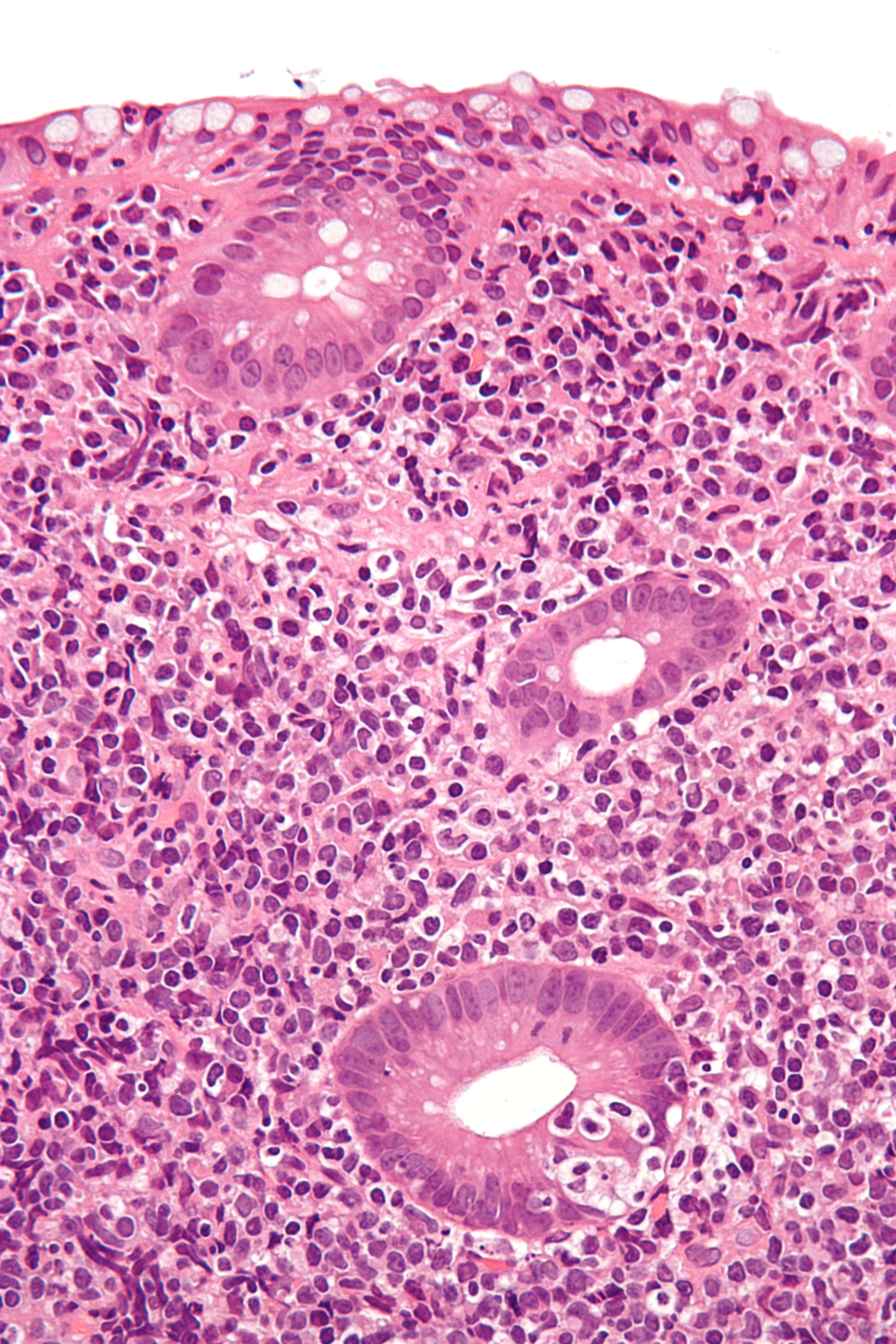
صورة مجهرية تُظهر آفة لمفية ظهارية (الجانب الأيمن السفلي من الصورة) في ورم لمفاوي أولي في القناة الهضمية. وذلك باستخدام صبغة الهيماتوكسيلين والأيوزين.

آفة لمفية ظهارية في علم الأمراض، تشير إلى تشوه غير مترابط مكون من خلايا لمفاوية وظهارة، وقد تكون أو لا تكون حميدة.
قد تشير إلى آفة لمفية ظهارية حميدة في الغدة النكفية أو آفة لمفية ظهارية حميدة في الغدة الدمعية، أو قد تشير إلى ارتشاح الخلايا اللمفاوية الخبيثة في الظهارة في حالة وجود لمفومة مَعِدِية معوية أولية.
في حالة لمفومة الجهاز الهضمي، فإنها ترتبط عادةً بلمفومة النسيج اللمفاوي المرتبط بالمخاطيات.